# 吴城镇 (吕梁市)
吴城镇，是中华人民共和国山西省吕梁市离石区下辖的一个镇。

## 行政区划
吴城镇下辖以下地区：
街上村、上罗卜村、下罗卜村、九里湾村、下三交村、上三交村、陈家塔村、上丰村、李家湾村、李家沟村、上王营庄村、下王营庄村、上四皓村、任家塔村、油房坪村和兔坪村。